# 安土郵便局
安土郵便局（あづちゆうびんきょく）は、滋賀県近江八幡市安土町下豊浦にある郵便局。民営化前の分類では無集配特定郵便局であった。
かつては集配郵便局であったが、2007年（平成19年）に集配業務を近江八幡郵便局へ移管し無集配郵便局となった。

## 沿革
- 1886年（明治19年）4月22日 - 常楽寺（じょうらくじ）郵便受取所として開設[1]。
- 1905年（明治38年）4月1日 - 常楽寺郵便局（三等）となる。
- 1911年（明治44年）8月16日 - 安土郵便局に改称。
- 1971年（昭和46年）4月9日 - 電話交換および和文電報配達業務を、近江八幡電報電話局に移管[2]。
- 2007年（平成19年）3月12日 - 近江八幡郵便局へ集配業務を移管、無集配局となる[3]。郵便番号を〒521-1399から〒521-1311に変更。
- 2007年（平成19年）10月1日 - 民営化。
- 2012年（平成24年）10月1日 - 日本郵便株式会社発足。

## 取扱内容
- 郵便、印紙、ゆうパック、内容証明
- 貯金、為替、振替、振込、国際送金、国債
- 生命保険、バイク自賠責保険
- 宝くじの販売
- ゆうちょ銀行ATM

## 周辺
- 近江八幡市立安土小学校
- 安土城址
- 常浜水辺公園
- 滋賀県道2号大津能登川長浜線

## アクセス
- JR東海道本線（琵琶湖線） 安土駅から北へ600m（徒歩約7分）
- あかこんバス 安土郵便局停留所下車
- 名神高速道路 八日市ICから北西へ約11.5km
- 滋賀県道199号下豊浦鷹飼線・滋賀県道201号安土西生来線沿い（安土郵便局前交差点）
- 駐車場あり：6台